# Pueblo Libre (distrito)
O Distrito peruano de Pueblo Libre é um dos dez distritos que formam a Província de Huaylas, situada no Ancash, pertencente a Região Ancash, Peru.

## Transporte
O distrito de Pueblo Libre é servido pela seguinte rodovia:
- AN-104, que liga a cidade de Samanco ao distrito de Caraz[2][3][4]